# Джурич, Стефан
Сте́фан Джу́рич (род. 26 июля 1955, Белград) — сербский шахматист, гроссмейстер (1982).
В чемпионате Югославии (1985) — 3—4-е места. В составе команды Югославии участник чемпионата Европы в Пловдиве (1983).
Лучшие результаты в других международных соревнованиях: Перник (1976) — 2-е; Биль (1976) — 2—3-е; Белград (1977) — 1—2-е; Врнячка-Баня (1979 и 1981) — 1-е и 2-е; Тузла (1979) — 2—4-е; Смедерево (1981) — 3—4-е; Любляна (1981) — 1-е; Пампорово (1981) — 1—3-е; Монреаль (1983) — 2-е; Кам (ФРГ; 1984) — 1—2-е; Гастингс (1984/1985) — 2—5-е; Аделаида (1986/1987) — 2—3-е места.

## Изменения рейтинга
| Графики недоступны из-за технических проблем. См. информацию на Фабрикаторе и на mediawiki.org. |